# 반복해
반복해(潘福海, 생년(1369년경 전후 출생 추정) 미상~1388년 5월)는 고려의 정치인이다. 본관은 거제(巨濟)이고, 자(字)는 유술(有述)이며, 호(號)는 석암(石庵)이다. 우왕의 수양 아들이 되어 문하찬성사(門下贊成事)로 발탁되었으며, 추충양절익대좌명보리공신(推忠亮節翊戴佐命輔理功臣)의 존호를 받았다.

## 생애
반복해는 1382년경에 음서로써 우왕(禑王)의 폐행(嬖幸)이 되어 이후 밀직승지(密直承旨)로 승진하였다. 궁중에서 숙직할 때 지신사(知申事) 이존성(李存性)과 함께 장난삼아 지인상서(知印尙書) 고사경(高士褧)의 옷을 벗기고 떠들썩하게 놀자 이를 들은 우왕이 연유를 물었다. 반복해(潘福海)와 이존성이, “고사경이 주사를 부리는데 저희들이 말리지 못했습니다.”라고 변명하자 우왕이 노하여 고사경을 파직시켰다.
반복해는 밀직부사(密直副使)로 승진해 1386년(우왕 12년) 서해도(西海道)로 사냥 가는 우왕을 따라갔다. 옹진(瓮津)에서 우왕이 멧돼지를 쏘았는데, 멧돼지가 달려들어 말을 들이받자 우왕이 놀라 말에서 떨어졌다. 우왕은 자신이 타고 있는 말을 그에게 주었다. 반복해가 말을 달려 곧장 나아가 화살 한 발로 쏘아 죽였으므로 우왕이 위험을 피할 수 있었다. 이 때부터 총애와 대우가 날로 높아졌으니, 왕씨(王氏) 성이 하사되어 우왕의 아들이 되었고, 문하찬성사(門下贊成事)로 발탁되었으며, 추충양절익대좌명보리공신(推忠亮節翊戴佐命輔理功臣)의 칭호를 받았다. 그의 아버지인 문하평리(門下評理) 반익순(潘益淳)도 우시중(右侍中)이 되었는데, 반복해는 이미 우왕의 아들이 되었으므로 부자가 함께 정부(政府)에 들어갔는데도 상피(相避)하지 않았다.
우왕이 반복해에게 다음과 같은 교서를 내렸다.
예기치 못한 갑작스러운 어려움을 만난 다음에야 출중한 참 인재를 알 수 있으며, 세상을 빛낸 특별하고 훌륭한 공로를 세운 다음에야 세상에 드문 지극한 총애를 받는 법이니, 이것이 옛날의 어진 신하와 큰 재상들이 부귀를 자신의 몸에서 떠나보내지 않으며 명성이 만대까지 전해진 이유이다. 그대의 고조부 반부(潘阜)는 원나라 사절을 받들고 일본에 갔다 왔으며, 문형(文衡)을 잡고 뛰어난 인재들을 발탁하였다. 대대로 한인(閑人)이 나와 벼슬길에 올랐으니, 조상들이 훌륭한 공덕을 쌓은 것에 대한 보답으로 이루어진 경사(慶事)가 오랫동안 스며들어 있다가 크게 떨쳐 나와 경(卿)에게서 있게 되었도다. 경은 재능이 문무를 겸비하였고 뜻이 곧고 확실하며, 부모에게 효도하는 마음으로 충성을 다하며 오직 임금을 위하여 자신의 몸을 잊고 있다. 병인년에 서쪽으로 사냥을 갔을 때, 커다란 멧돼지가 내 앞으로 달려오니 좌우의 신하들은 안색만 변하며 어찌 할 바를 몰랐으므로 나의 안위가 경각에 처하게 되었다. 경은 말을 달려와 화살 한 대로 그 멧돼지의 배를 관통시켜 활의 울림소리가 나자마자 넘어뜨려 죽였으니, 이것은 경이 나의 천명(天命)을 계속 이어지게 한 것이다. 이것은 비록 종묘사직과 산천의 신령이 경의 충성스런 마음을 암암리에 이끌어 낸 것이긴 하나, 경이 간직하고 있던 충성과 타고난 용맹함이 없었다면 아이 같은 내가 오늘날 어찌 종묘사직과 산천을 받들 수 있었겠는가? 이에 전고(典故)를 살펴 경에게 왕씨 성을 하사하여 의자(義子)로 삼고 경을 찬성사(贊成事)로 승진시킨 것은 특별한 은전을 내림으로써 그대의 충성과 용기를 권장하려는 것이다. 아버지를 시중(侍中)에 임명한 것도 그대의 충의를 권장하기 위한 것이다.

반복해가 임견미(林堅味)의 딸을 아내로 맞았다가 뒤에 또 전의주부(典儀注簿) 류분(柳芬)의 딸을 아내로 맞으니, 임견미가 감히 말리지 못하고 단지 한탄만 할 뿐이었다.
조반(趙胖)의 사건이 일어나자 우왕은 임견미·염흥방(廉興邦)을 하옥시켰으나 반복해는 아들이라고 하여 의심하지 않고 군사를 거느리고 최영(崔瑩) 등과 함께 숙위하도록 하였다. 반복해가 은밀하게 반역할 뜻을 품고 있었으므로, 밤중에 정예 기병 수십 기를 거느리고 순찰한다고 사칭하고 최영의 군영으로 달려 들어갔다. 최영이 당시 갑옷을 입고 호상(胡床)에 걸터앉아 부장들을 지휘하며 눈 한숨 붙이지 못하고 있었으므로, 반복해가 해치지 못하고 그냥 돌아왔다. 다음날에 우왕이 반복해의 의도를 떠보기 위하여 물어보기를, "임견미를 어떻게 처리하면 좋겠는가?"라고 하였다. 반복해가 대답하지 않자 다시 물어보기를, "오직 너의 말대로 따르겠다."라고 하니, "만약 신의 장인을 용서해주신다면, 신은 마땅히 죽음으로써 보답할 것입니다."라고 대답하였다. 우왕이 허락한다고 응답하였고, 얼마 뒤에 반복해를 하옥했다가 처형하였고, 그의 가산을 몰수했다.

## 가족 관계
- 조부 : 밀직상서(密直尙書) 반영원(潘永源)
  - 아버지 : 좌시중 반익순(潘益淳)
    - 형 : 반덕해(潘德海)
      - 아들 : 반자건
- 수양 할아버지 겸 주군 : 이인임(李仁任, 1312?~1388) - 1388년 6월 병사함.
  - 수양아버지 : 우왕(禑王, 1365~1389 재위:1374~1388)
  - 수양어머니 : 근비 이씨(謹妃 李氏)
    - 부인(초취) : 평택 임씨 - 임견미(林堅味)의 딸
    - 부인(재취) : 문화 류씨 부인 - 전의주부(典儀注簿) 류분(柳芬)의 딸